# Ди Пицио, Мигель
Мигель Ди Пицио (англ. Miguel Di Pizio; 4 января 2006, Сидней) — австралийский футболист, полузащитник клуба «Сентрал Кост Маринерс».

## Клубная карьера
Мигель Ди Пицио родился в Сиднее, и имеет итальянские корни. Он начал свою карьеру в академии «Уэстерн Сидней Уондерерс», а в апреле 2023 года подписал профессиональный контракт с клубом «Сентрал Кост Маринерс». Дебютировал за клуб в А-Лиге 22 апреля 2023 года, в выигранном (3:1) матче против «Ньюкасл Юнайтед Джетс», выйдя на замену на 85 минуте. В том же году он стал частью команды, выигравшей чемпионат и Кубок АФК.
В финале А-Лиги 2024 года Ди Пицио стал самым молодым автором гола в истории турнира, отметившись забитым мячом в победном (3:1) матче против «Мельбурн Виктори». В июле 2024 года продлил контракт с клубом на два года.

## Карьера в сборной
В июле 2022 года Ди Пицио получил вызов в сборную Австралию до 17 лет для участия в чемпионате АФФ U-16. Он также принял участие в отборочных матчах АКФ U-17, где отличился голами против Китая, Северных Марианских островов и Камбоджи. В мае 2023 года он был включён в состав сборной для участия в самом турнире, где сыграл во всех трёх матчах группового этапа и был признан лучшим игроком в игре против Таджикистана.